# ایروینگ (کامیونیتی)، ویسکانسین
ایروینگ (به انگلیسی: Irving) یک منطقهٔ مسکونی در ایالات متحده آمریکا است که در شهرستان جکسون، ویسکانسین واقع شده‌است. ایروینگ ۲۲۵٫۸۶ متر بالاتر از سطح دریا قرار دارد.